# Florence American Cemetery and Memorial

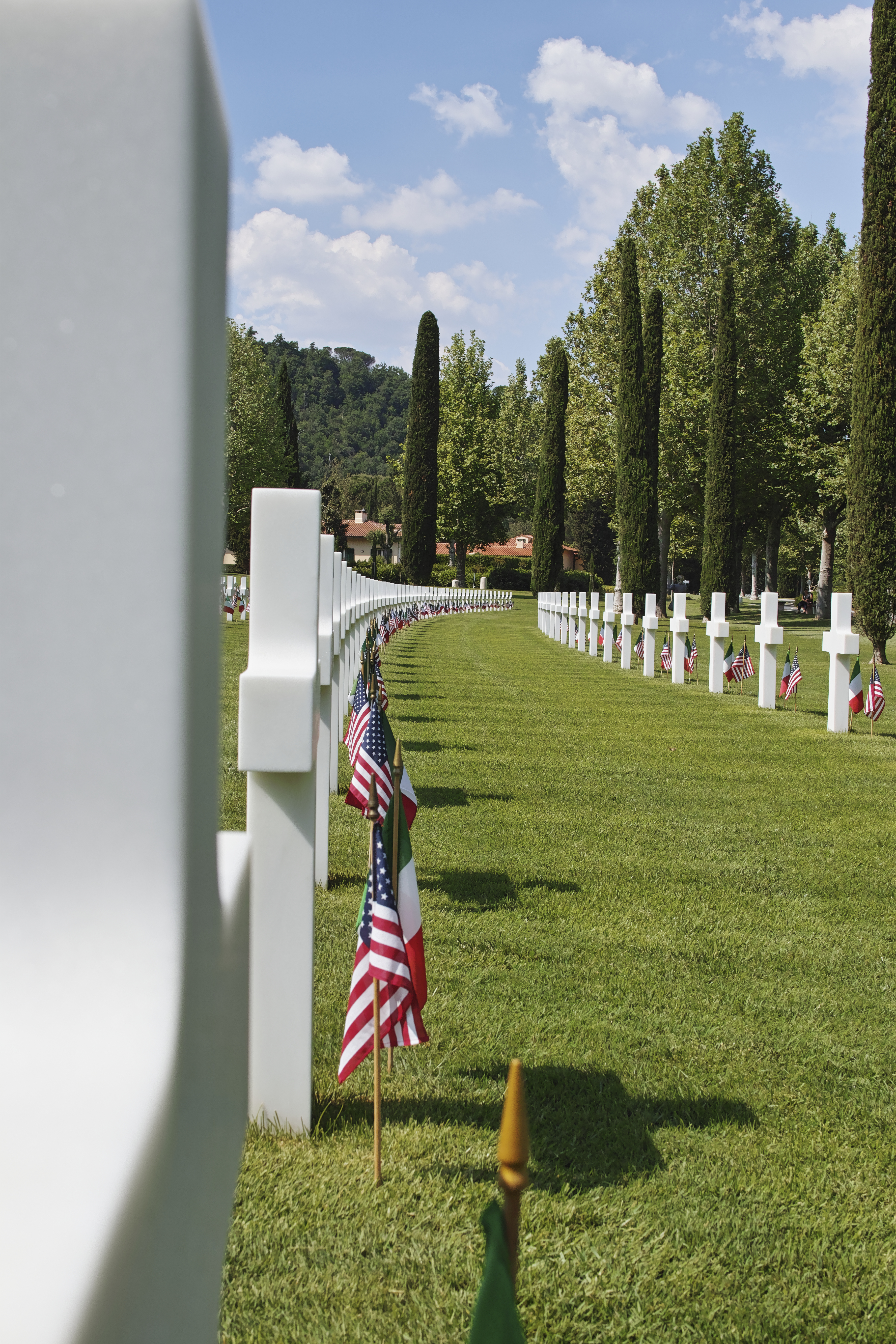
Particolare dell'area cimiteriale.

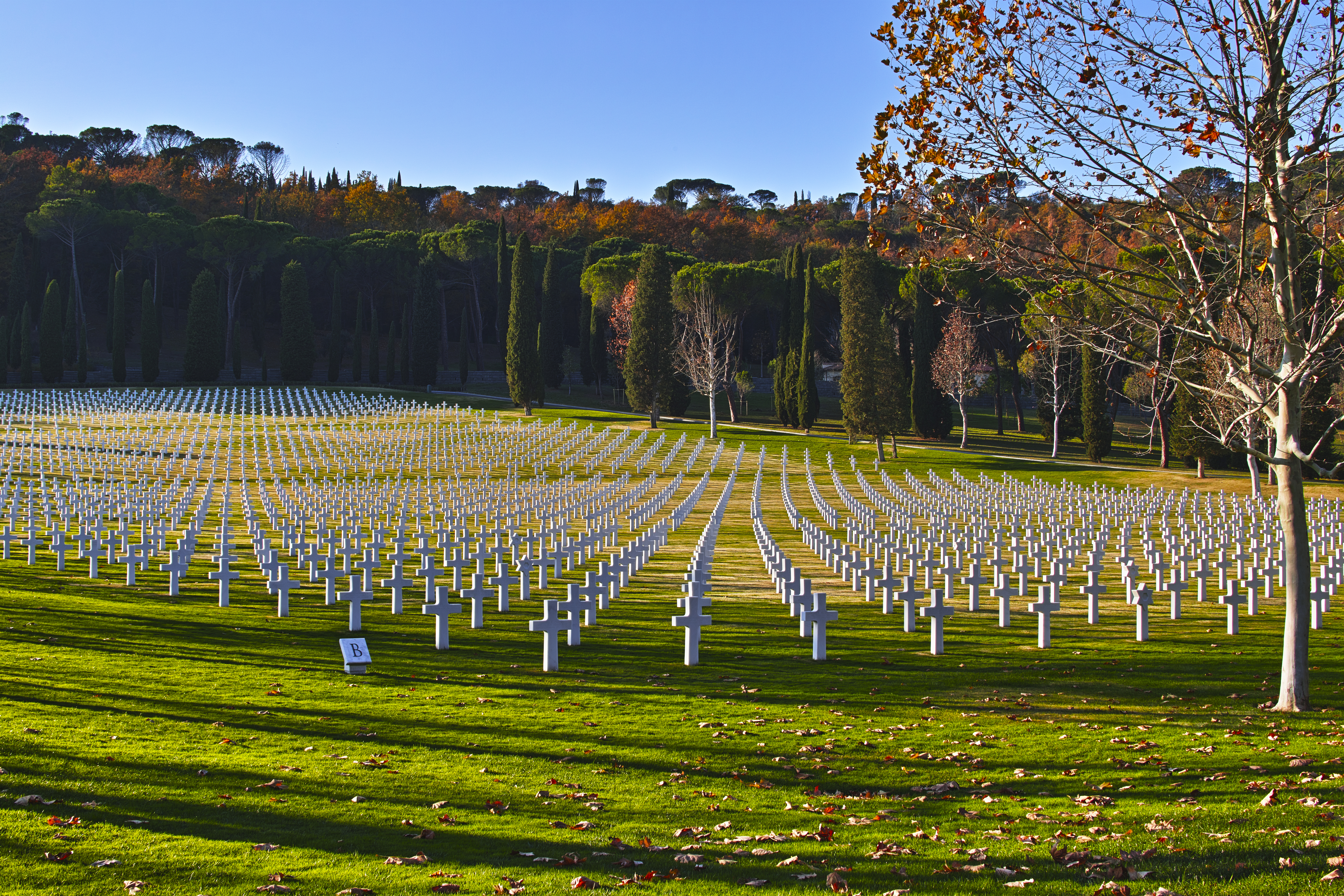

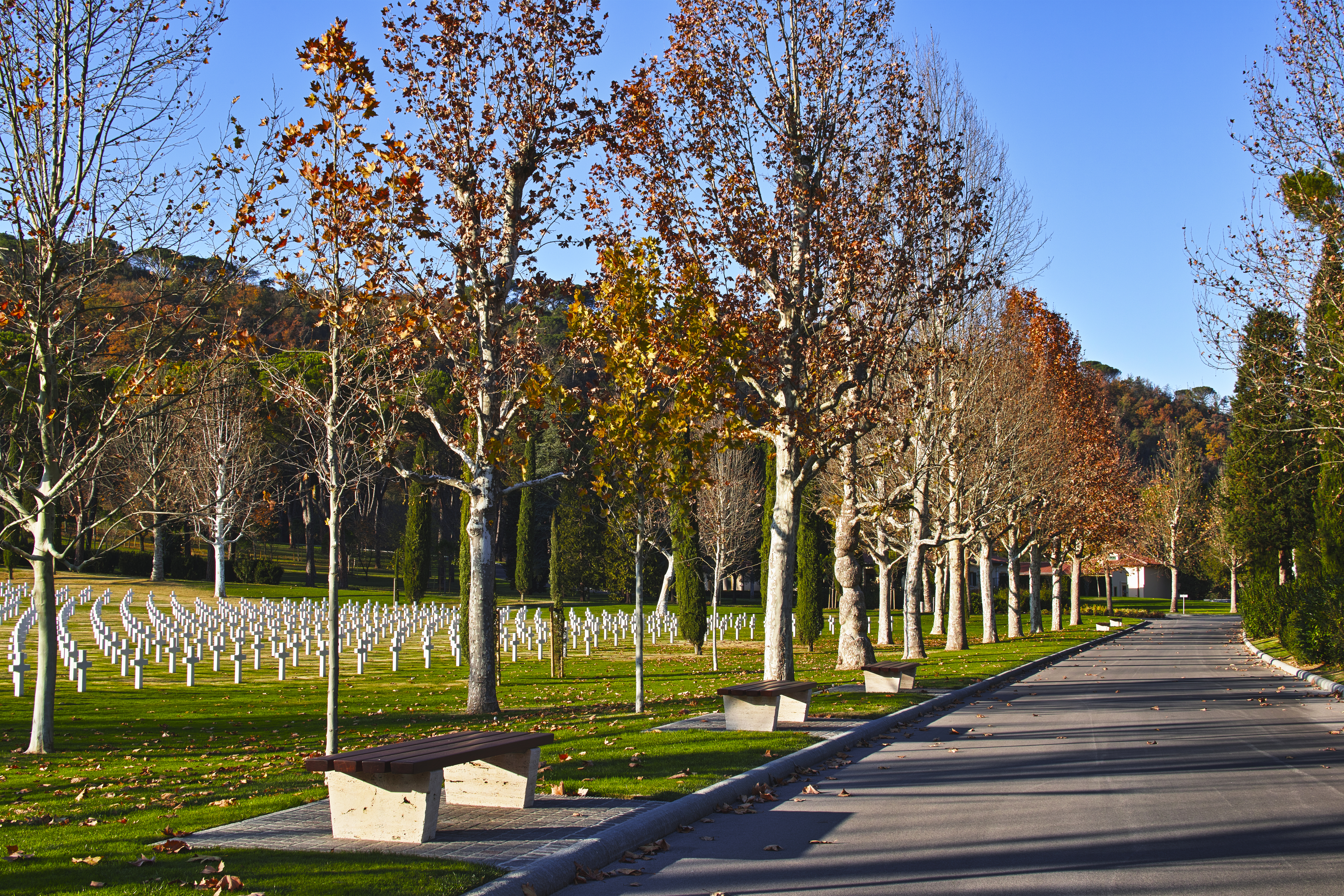
L'area cimiteriale.

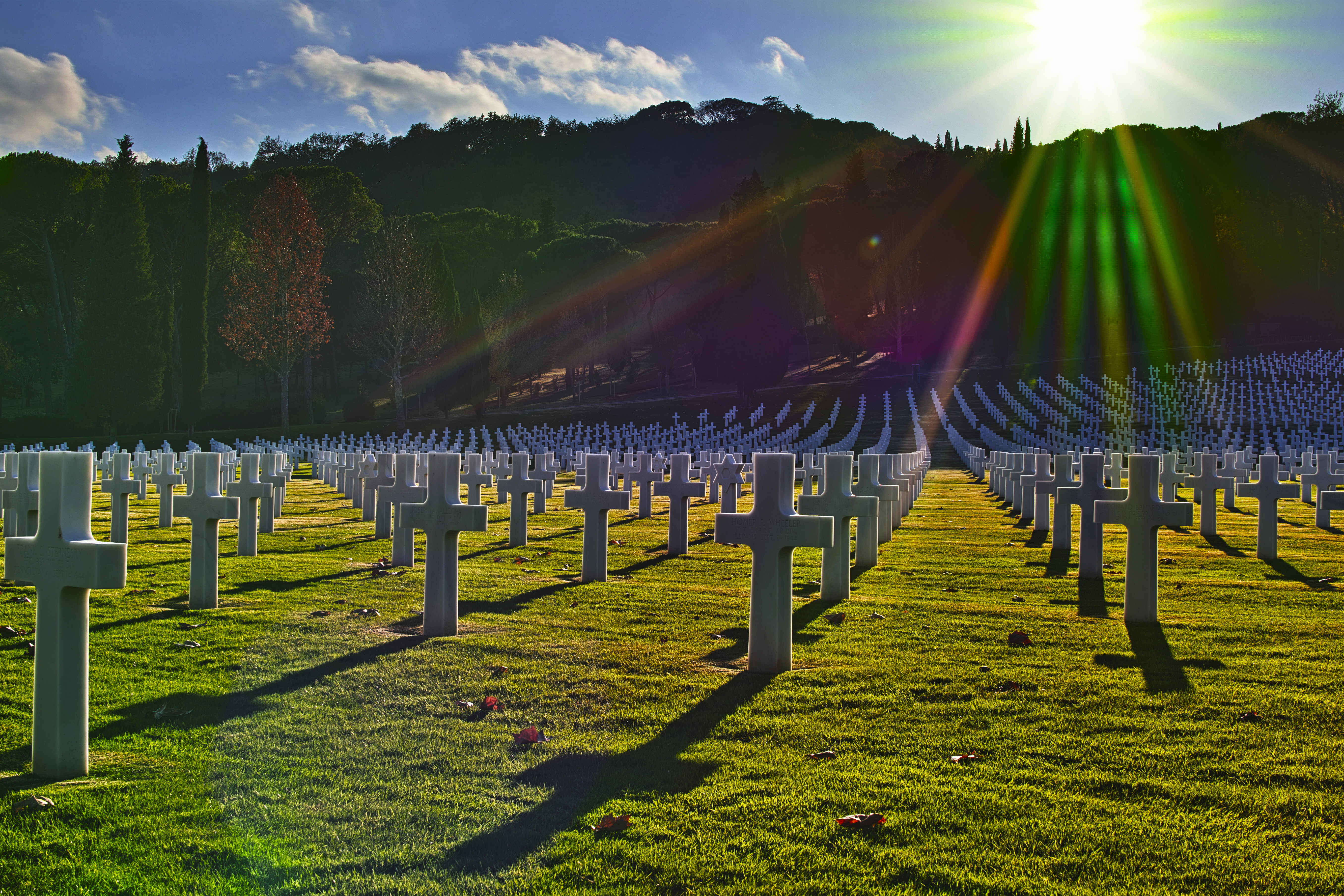

Il Florence American Cemetery and Memorial si trova a circa 7,5 chilometri a sud di Firenze, in località Falciani, in una zona amministrativamente appartenente ai comuni di Impruneta e di San Casciano in Val di Pesa.
Il cimitero americano di Firenze è uno dei 14 luoghi in territori d'oltre oceano prescelti dalla American Battle Monuments Commission per ospitare le spoglie dei caduti militari all'estero, e sorge su un'area ceduta gratuitamente dal governo italiano agli Stati Uniti per la sepoltura di alcuni dei soldati americani della 5ª Armata caduti durante la campagna d'Italia tra il 1943 e il 1945.

## Storia
La sua costruzione ebbe inizio nel 1949, quando vennero seppellite le prime salme nell'area, e fu completato nel 1959, anche se ufficialmente venne inaugurato nel 1961. Lo studio di architetti McKim, Mead e White di New York furono incaricati della progettazione del cimitero e del memoriale, mentre gli architetti paesaggisti Clarke e Rapuano provvidero alla sistemazione delle aree verdi.

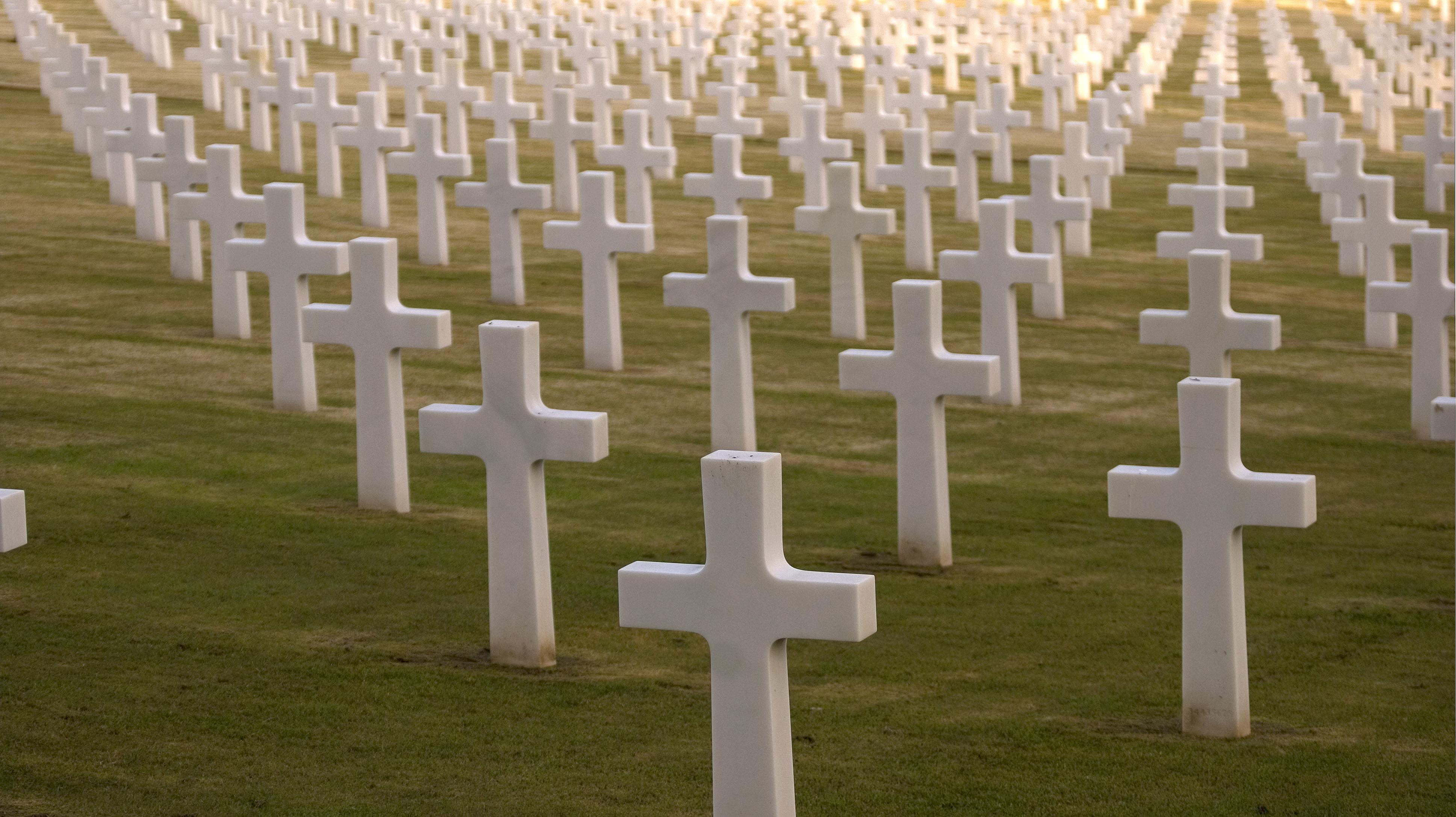
Particolare dell'area cimiteriale

Il cimitero fu progettato con un'estensione di 28 ettari, che in parte si dirama nel territorio comunale di Impruneta, in località Falciani, e la restante parte ricade sotto l'amministrazione del comune di San Casciano in Val di Pesa, in località Scopeti.

## Architettura

### Area esterna
Il cimitero sorge in un'area in lieve declivio immersa in una zona boschiva e attraversata dal fiume Greve. La monumentale costruzione del memoriale, posto alla sommità della distesa di croci bianche disposte sul pendio collinare, è individuabile anche a distanza sia percorrendo la superstrada Firenze-Siena che la via Cassia.
Il territorio circostante, caratterizzato da un'intensa e rigogliosa vegetazione, conferisce al luogo un pregevole valore ambientale e paesaggistico.
Nel 1947 la Commissione americana per i monumenti di guerra, costituita nel 1923, si occupa di riunire in sepolcreti permanenti le salme dei militari caduti sul suolo straniero durante il secondo conflitto mondiale.
Due accessi dalla via Cassia convergono, tramite un percorso a esedra, all'ingresso costituito da due costruzioni speculari a un piano rivestite in marmo bianco che ospitano la portineria e una saletta di accoglienza per i visitatori. Oltrepassato il ponte sulla Greve, cipressi, platani e querce circondano il sepolcreto che si estende in lieve declivio.
Le 4 402 salme disposte in otto sezioni sono individualmente contrassegnate da croci latine per i caduti di religione cristiana e da stelle di David per quelli di religione ebraica.

### Il sacrario

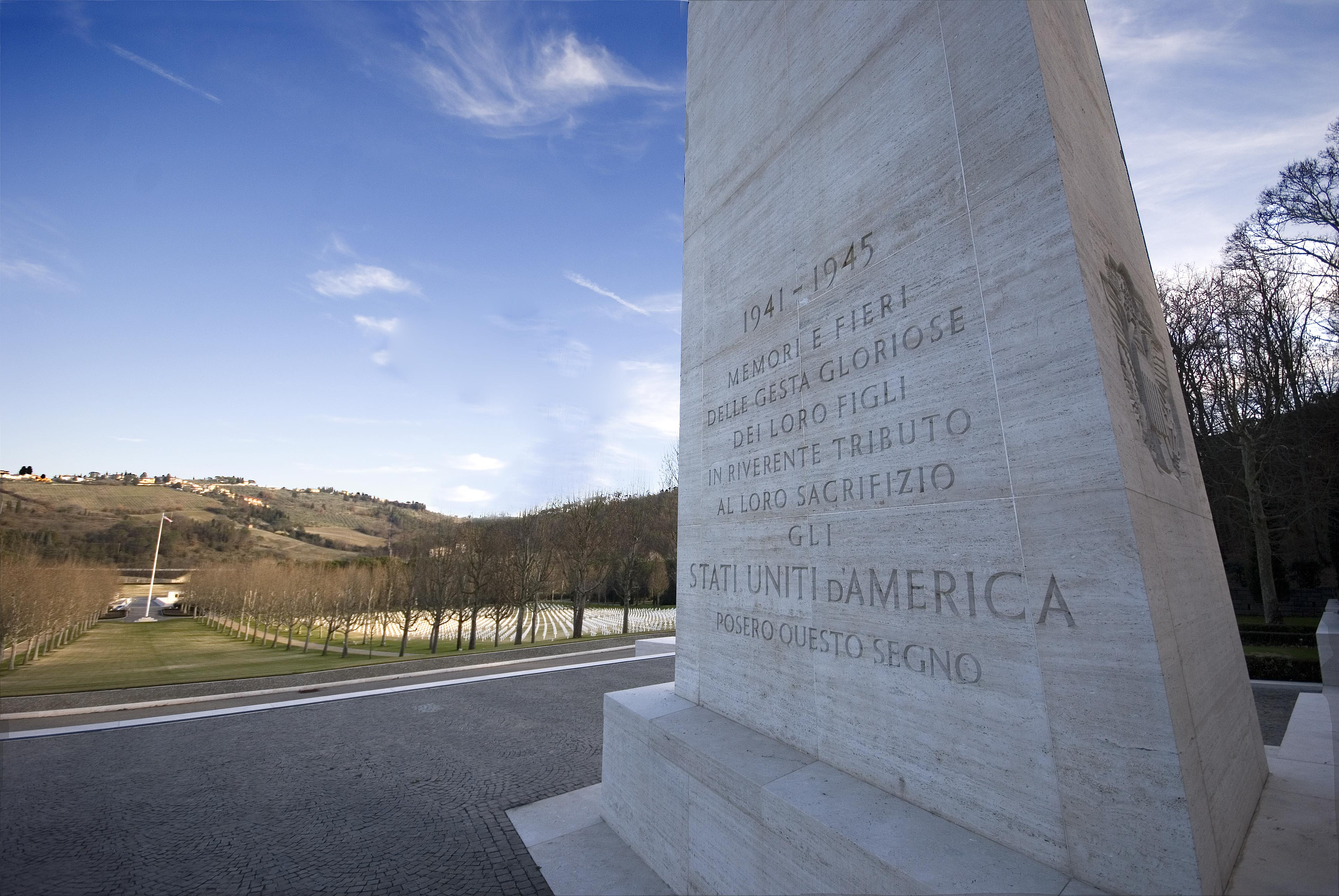
Visione della stele

In posizione centrale, due ampi viali alberati conducono in cima alle tre terrazze sulle quali sorge il memoriale dedicato ai caduti di guerra le cui spoglie non sono mai state recuperate. Il sacrario consiste di due atri rivolti verso valle collegati tra loro da un muro rivestito da lastre di granito rosa di Baveno su cui vi sono riportati 1 409 nomi e relativi gradi, unità di appartenenza e Stato di origine dei dispersi.
All'interno dell'atrio a nord, su un'intera parete è stata realizzata una mappa con scaglie di marmo a intarsi, disegnata da Bruno Bearzi, che riproduce le operazioni belliche condotte nel nord Italia. Le iscrizioni sui pannelli di granito che ricoprono le pareti laterali descrivono la mappa con testo in inglese e in italiano.
Dal vestibolo a sud si accede, tramite una porta in bronzo e vetri, alla cappella. Si tratta di un vano di modeste dimensioni interamente ricoperto di marmi colorati, dietro l'altare di marmo nero del Belgio si trova un prezioso mosaico disegnato da Barry Faulkner e realizzato da Fabrizio Cassio, raffigurante la rimembranza. Le due paraste ai lati dell'altare sono di marmo rosso Collemandino della Versilia così come le pareti interne, il pavimento è di lastre di marmo verde serpentino, mentre un lucernario a stelle permette alla luce diurna di filtrare all'interno della cappella.
All'esterno, sotto i due vestiboli, due fontane a getto continuo sono disposte in due vasche di forma rettangolare con rivestimento di travertino. Davanti al sacrario si eleva una stele alta 20 m di forma prismatica rivestita di travertino alla cui sommità è posta una scultura in marmo dello scultore Sidney Waugh, raffigurante lo spirito della pace.
Al margine nord dell'area si trovano anche due abitazioni per la residenza del direttore e di un assistente, entrambi addetti alla custodia del cimitero e all'accoglienza dei visitatori.

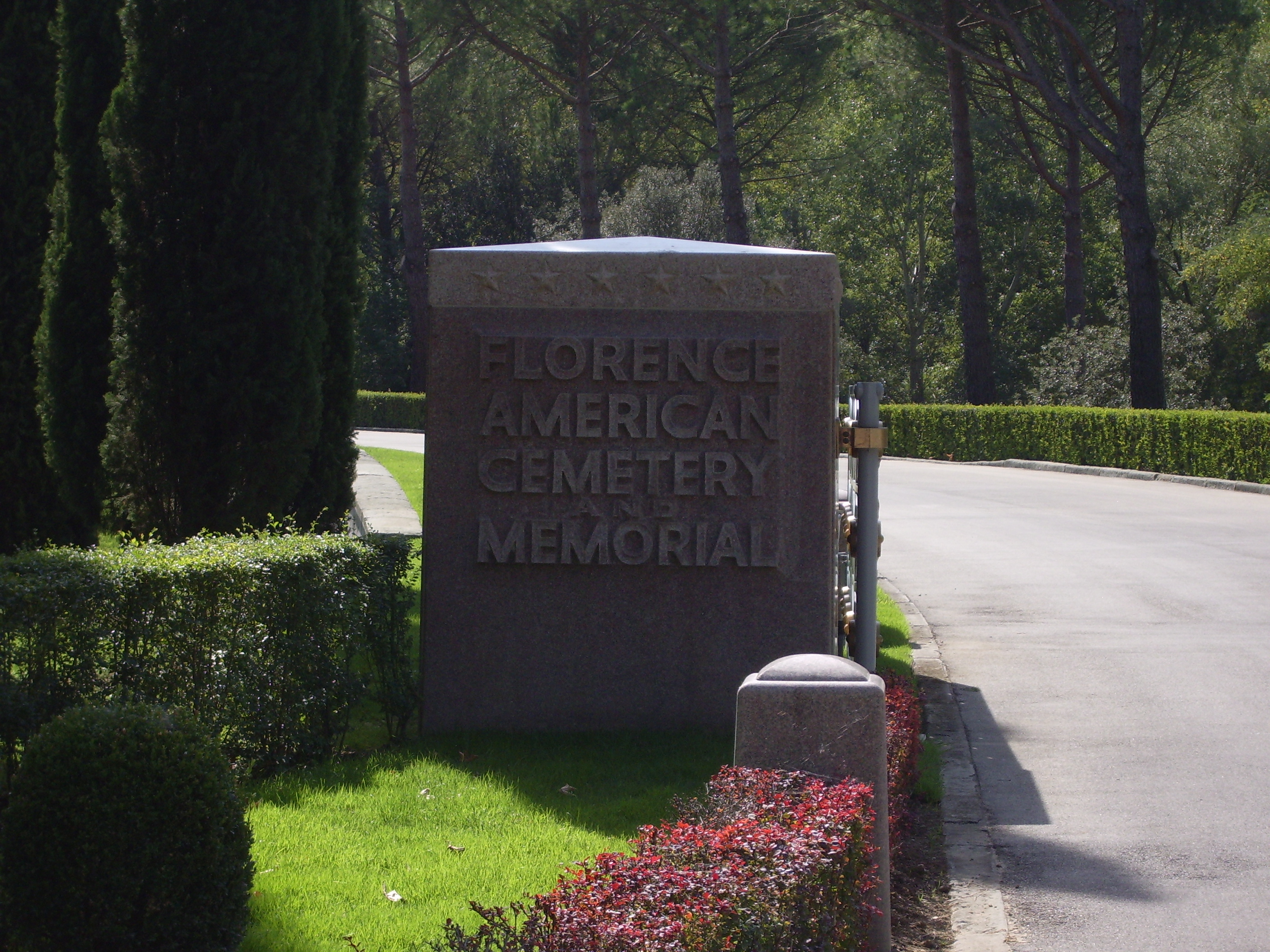
Ingresso del cimitero dei Falciani
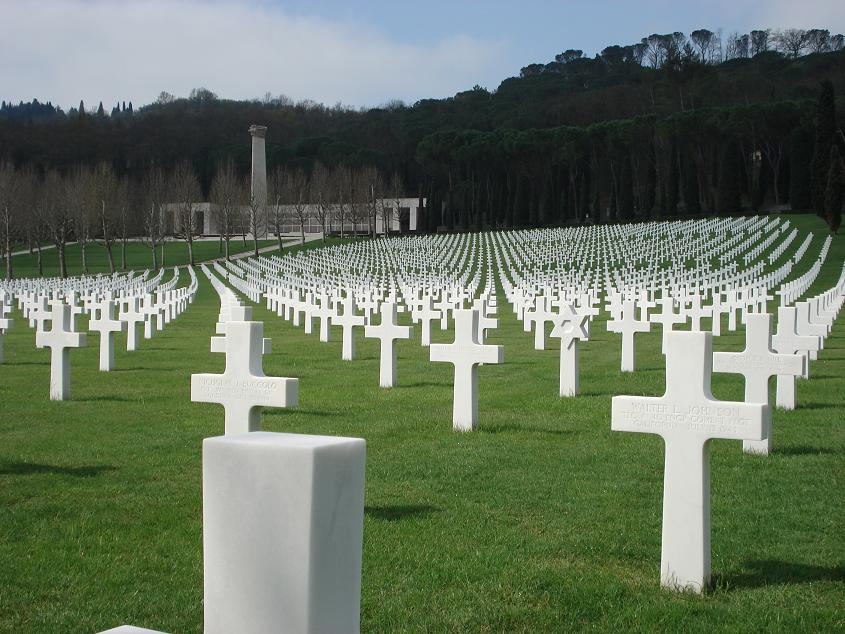
Interno del cimitero
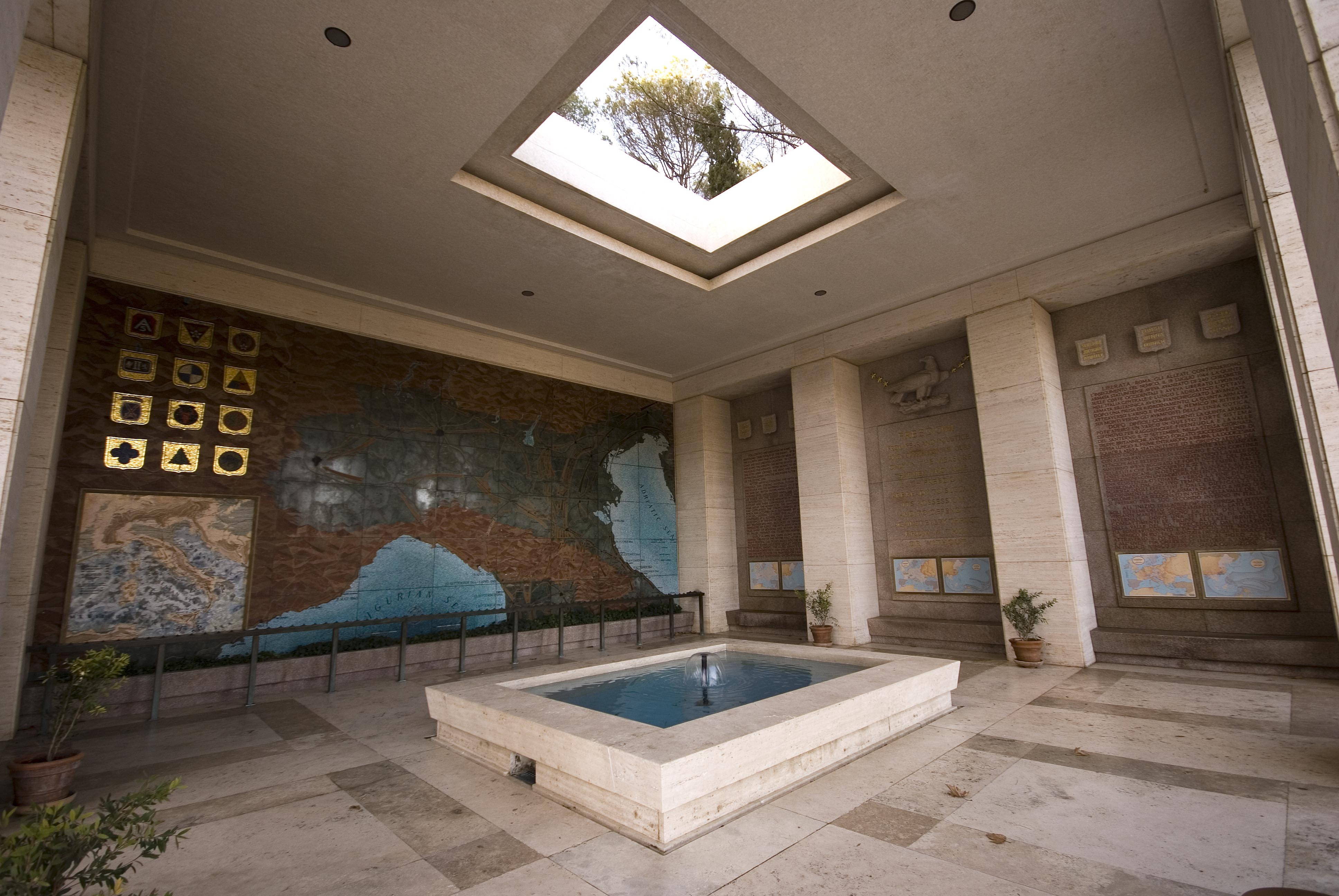
La sala con la mappa delle operazioni belliche
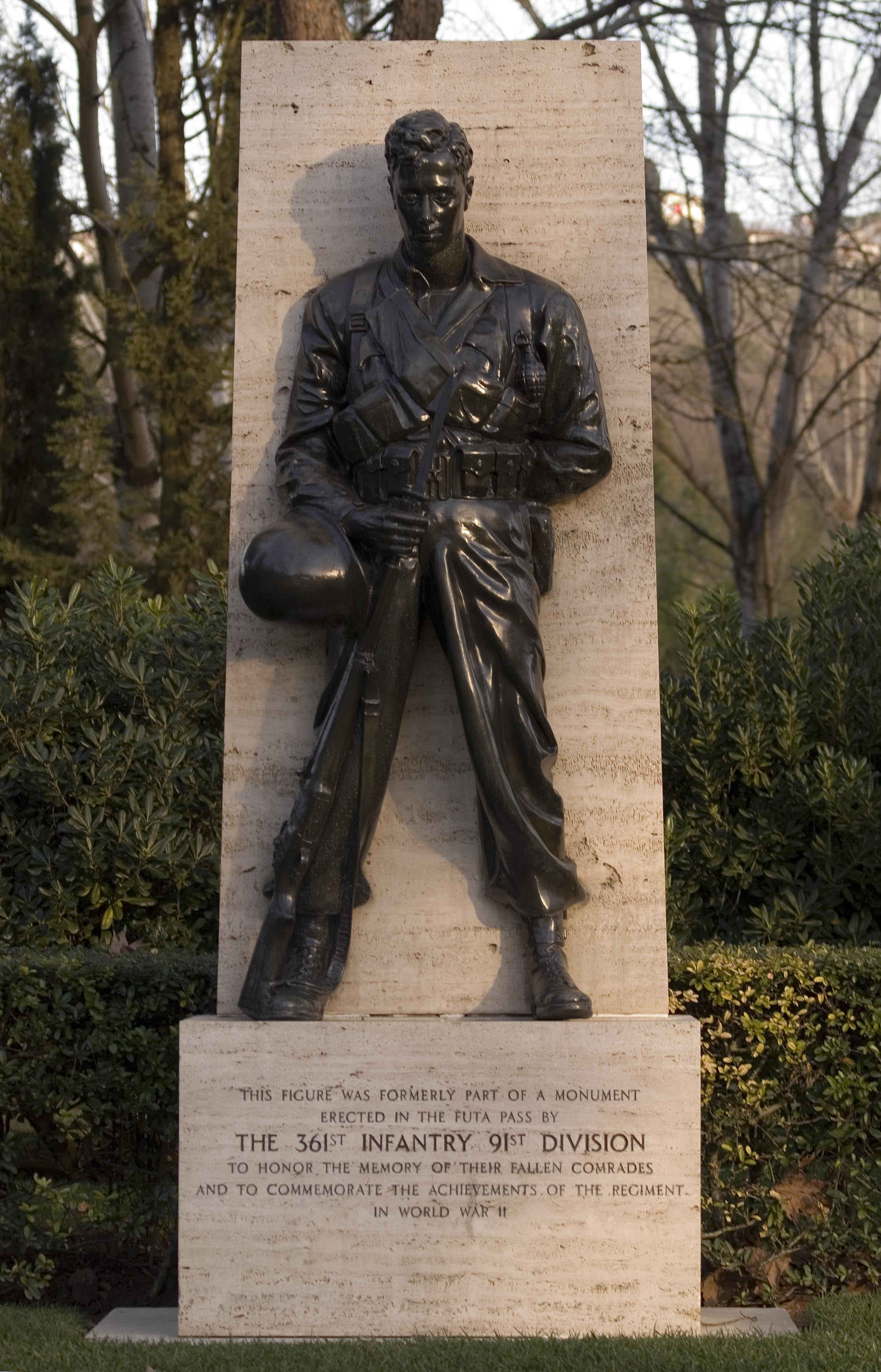
Monumento ai caduti del 361º fanteria facente parte della 91st Infantry Division

## Caduti celebri
- Insigniti della Medal of Honor
  - Addison Baker (1907–1943), United States Army Air Corps (memorial)
  - Roy W. Harmon (1915–1944), United States Army
  - George D. Keathley (1917–1944), United States Army
  - Raymond L. Knight (1922-1945), United States Army Air Corps